# تقنيات ذاكرة اليانغتسى
شركة تقنيات ذاكرة اليانغتسى ( YMTC ) هي شركة صينية لتصنيع الأجهزة المتكاملة لأشباه الموصلات متخصصة في رقائق ذاكرة الفلاش (NAND). تأسست الشركة في ووهان ، الصين، في عام 2016، باستثمارات حكومية بهدف تقليل اعتماد البلاد على مصنعي الرقائق الأجانب، وكانت الشركة في السابق شركة تابعة لشركة تسينغهوا يونيجروب المملوكة جزئيًا للدولة .
تنتج الشركة محركات أقراص الحالة الصلبة للمؤسسات تحت علامتها التجارية الخاصة. ويتم تسويق منتجاتها الاستهلاكية تحت العلامة التجارية ZhiTai (بالصينية: 致态).

## أنظر أيضاً
- صناعة أشباه الموصلات في الصين
- قائمة مصانع تصنيع أشباه الموصلات